# GAZ 2330 TIGR
Le GAZ 2330 TIGR est un véhicule militaire blindé léger conçu et fabriqué par le constructeur russe GAZ. Il a été le concurrent direct de l'Iveco VTLM Lince en Russie lors du premier appel d'offres international lancé par le ministère russe des armées en 2010, remporté par IVECO D.V.

## Histoire

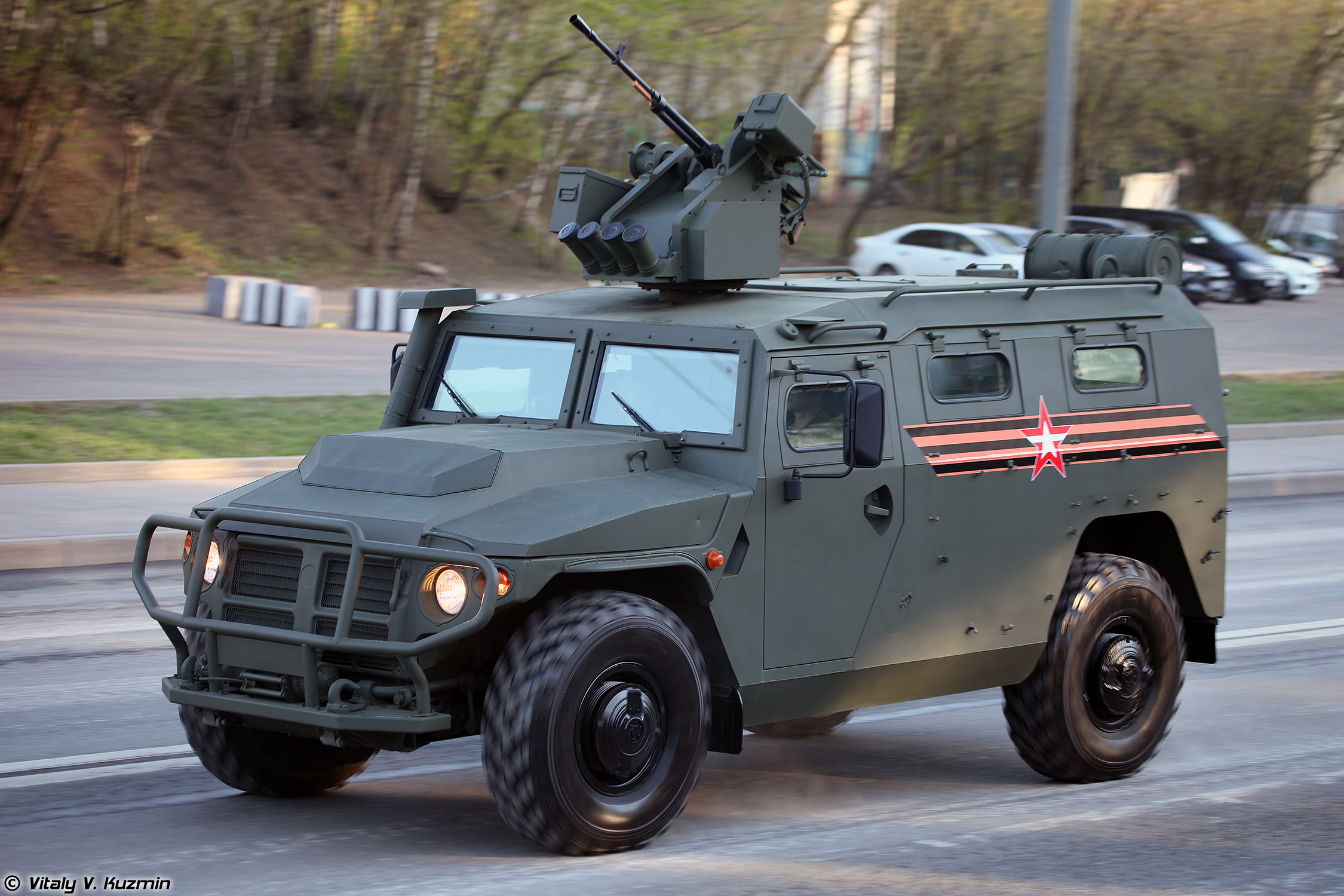
GAZ 233114 TIGR-M équipé du module Arbalet-DM en parade à Moscou

Le Gaz-2330 TIGR est un véhicule tactique 4x4 polyvalent s’insérant par sa masse entre le HMMWV américain (AM General) et le Sherpa Light français de Renault Trucks Défense, et concurrent direct de l'Iveco VTLM Lince. Il est produit dans l’usine Arzamas du groupe Military Industrial Corporation (VPK en russe), filiale du constructeur automobile russe GAZ. VPK aurait bénéficié de l’expérience acquise dans le développement du 4x4 NIMR jordanien pour lancer le TIGR spécifiquement adapté aux besoins russes au début des années 2000.
Le TIGR se décline en plusieurs versions blindées ou non pouvant transporter jusqu’à 9 hommes. VPK affirme avoir développé environ 20 versions et variantes à ce jour (prototypes inclus) adaptées aux forces armées ou de sécurité intérieure. Elles partagent le même châssis qui reprend quelques-uns des éléments de mobilité des véhicules blindés de transport de troupes 8x8 BTR-80 et 4x4 GAZ-3937 Vodnik. Les suspensions sont indépendantes et le moteur est soit un Cummins diesel américain de 180 ou 240 ch, soit un YaMZ russe de 215 ch. Le TIGR est équipé d’une transmission mécanique à 5 vitesses et d’une boite de transfert à 2 vitesses, d’un système automatique d’ajustement de la pression des pneus (CTIS), d’un treuil électrique (4 tonnes), d’un système automatique d’extinction d’incendie et d’un chauffage. La climatisation est en option. Sa vitesse maxi est de 125 à 160 km/h sur route et jusqu’à 70 km/h en tout-terrain. Il peut opérer par des températures de -45 à +50 °C.
La caisse du TIGR comporte 2 ou 4 portes latérales selon la version. Le blindage balistique est absent sur la version de base et peut aller du niveau 1 à 3 OTAN selon le Stanag 4569 tandis que la protection contre les mines va de 0,3 à 6 kg équivalent TNT sous roue (N2a OTAN) selon la version. Les caisses blindées sont en acier doublé d’une protection pare-éclats interne.
Entré en production en petite série en 2007, le TIGR serait entré en service en 2007-08 dans certaines unités du ministère de l’intérieur russe comme les OMON et les garde-frontières en version Gaz-233034 SPM-1 et Gaz-233036 SPM-2 puis, dans certaines unités des forces armées russes y compris les forces spéciales. 14. 500 exemplaires auraient été commandés par la Russie au total à fin 2011.
En janvier 2012, le ministère russe de la Défense a toutefois annoncé avoir signé, en décembre 2011, un contrat avec la filiale du constructeur italien IVECO, IVECO D.V, pour la fourniture d’une première tranche de 60 blindés légers LMV 4x4, baptisés « Lynx » en Russie. Le modèle Iveco LMV a été préféré au TIGR russe pour rééquiper l’armée en raison de sa meilleure protection antimines (N2a/2b OTAN) et de sa plus grande maturité. L’assemblage local du LMV a débuté en février 2012 dans l’usine de Voronezh dépendant du ministère de la défense et spécialisée dans la réparation des véhicules. Une commande globale de 1 775 exemplaires est évoquée. 57 ont été assemblés en 2012 et 301 en 2013 et 2014. La ligne d’assemblage a été transférée en 2013 chez KamAZ. La production de la première tranche de 358 exemplaires s'est terminée le 10 novembre 2014.
C’est un revers sérieux pour VPK qui n’avait pas ménagé ses efforts pour améliorer le TIGR et séduire l’armée russe. La firme avait développé et proposé fin 2010 le TIGR-M surprotégé puis le TIGR-6a en 2011 en configuration 5 places + plateau arrière comme le LMV... L’armée russe a dû céder tous ses TIGR, 50 unités à fin 2011 selon les sources officielles, aux forces de sécurité intérieure lorsqu'elle reçut les LMV.
Néanmoins, l'armée russe a poursuivi l'achat de versions spécialisées comme le TIGR-M MKTK REI PP de guerre électronique. Le nouveau ministre russe de la Défense Shoïgu a demandé fin 2012 de nouveaux essais comparatifs entre le LMV, le TIGR et le Wolk qui ont eu lieu en début d'année 2013. Les forces de sécurité intérieure russes semblent quant à elles poursuivre leurs acquisitions de TIGR. 
L'Iveco VTLM Lince produit sous licence en Russie sous le nom KAMAZ Rys M65 était le fruit des efforts de l'ancien président Dmitri Medvedev et du ministre de la Défense Anatoly Serdioukov pour faire baisser le coût des matériels militaires et les mettre au niveau international en ouvrant le marché russe à la concurrence étrangère. Son successeur, Sergueï Choïgou a, par contre, accordé une priorité à l'amélioration des liens entre l'armée et l'industrie russe en renouant avec la préférence nationale. Il a donc donné la priorité au véhicule blindé russe GAZ 2330 TIGR déclaré « mieux adapté aux exigences de la Russie ». Il a ainsi dénoncé l'accord signé pour la production des 1 398 exemplaires supplémentaires de l'Iveco LMV Lince. 
Le TIGR a également été proposé à l’export et a reçu commande d’au moins six pays connus dont la Chine et le Kazakhstan (VPK revendique quant à lui 10 pays clients). VPK affirme pouvoir produire jusqu’à 1 000 exemplaires par an si besoin. Le prix unitaire du TIGR varierait de moins de 100 000 € (prix indiqué par VPK pour le marché russe face à l'Iveco LMV italien à 300 000 €) à 580 000 dollars américains (prix maxi indiqué par la presse brésilienne), sachant qu’il existe un grand nombre de variantes blindées ou non, d’équipements optionnels, plusieurs motorisations, etc. La version civile non blindée Gaz-233001 est effectivement affichée à 100,000 US$ en Russie.

## Les différentes versions
- Gaz-2330(01) : version non blindée à 4 portes latérales proposée sur les marchés civil (particuliers et entreprises) et militaire. L’intérieur et les équipements peuvent être adaptés aux besoins du client, y compris pour des VIP. La configuration intérieure est aménageable de 4 à 7 places. Le prix de vente en version civile serait de 100 000 US$ avec pour clients « connus » le vice-premier ministre russe Rogozine (1 véhicule), le leader du Parti libéral-démocrate (1) ainsi que le producteur cinématographique Mikhalkov (4).
- Gaz-233014 : version blindée à 2 portes latérales, lancée en 2004 et adoptée par les militaires russes. Ses principales missions sont la reconnaissance/surveillance, les patrouilles, l’escorte de convois et l’appui-feu léger.
- Gaz-233034 SPM-1 : version blindée à 2 portes latérales, lancée en 2005-2006 et adoptée par les forces de sécurité intérieures russes. SPM signifie « véhicule spécial de police ». Ses principales missions sont le contre-terrorisme et le maintien de l’ordre. Le SPM-2 a remplacé le SPM-1 dans la gamme VPK.
- KShM R-145BMA : version de commandement et de communications développée sur la base du Gaz-233034 à partir de 2007. Elle a été adoptée par les forces spéciales de l’armée russe. Elle serait équipée de divers moyens de communications, notamment par satellite, fournis par la société russe Tambov.
- TIGR-Abaim-Abanat : variante du Gaz-233034 comprenant des équipements spécifiques pour les unités d’assaut des forces de sécurité intérieure (type GIGN français). Lancée en 2007.
- Gaz-233036 SPM-2 : version blindée à 2 portes latérales lancée en 2006-2007 et adoptée par les forces de sécurité intérieure russes.
- TIGR SP-46 : version « command car » à caisse ouverte non blindée utilisée pour les défilés militaires. Lancée en 2008-2009.
- Gaz-233136 : version améliorée du Gaz-233036 avec moteur russe YamZ-5347-10, un système de freinage amélioré, une meilleure protection anti-mines, etc. Lancé au salon Interpolitex 2012.
- TIGR-M / Gaz-233114 : version améliorée du Gaz-233014, lancée en 2010 à la suite du retour d’expérience du TIGR dans les forces armées russes. Les nombreuses améliorations concernent l’ergonomie, les performances, la protection et la fiabilité. Le TIGR-M dispose d’un nouveau moteur YMZ-5347-10 (Euro IV) de 215 ch, de nouveaux ponts avec blocage de différentiels, d’un système de freinage renforcé et d’un nouveau frein de pente. Sa protection contre les mines serait passée de 0,3 à 0,7 kg. Le capot est également blindé. Le confort est amélioré avec un compartiment équipage mieux isolé comprenant un système de climatisation et un système de préchauffage moteur renforcé (16 kW au lieu de 12 kW) et un plus grand nombre de sièges (9 au lieu de 6). Le TIGR-M est plus lourd que les versions précédentes. Le premier prototype du TIGR-M aurait été assemblé en mai 2010 et la production d’un premier lot de 34 exemplaires de présérie fin 2010 en vue d’essais puis d’une entrée en service dans l’armée russe en 2011. À partir de 2015 le TIGR-M est proposé avec le module de combat téléopéré Arbalet-DM[2].
- TIGR-6a : nouvelle version blindée réduite à 5 places (avec coffre arrière non protégé) dévoilée en juin 2011 pour concurrencer directement le LMV italien proposé par IVECO à l’armée russe.
- TIGR avec lance-missiles Kornet-EM : le constructeur russe KBP a présenté au salon aéronautique MAKS 2011 un nouveau système de missiles anti-chars monté sur le 4x4 blindé TIGR. Il comprend aux choix 1 ou 2 lanceurs quadruples de missiles Kornet-EM de 8 à 10 km de portée selon la charge (HE, HEAT, thermobarique...). Deux missiles peuvent être tirés simultanément sur la même cible. Le lanceur est rétractable à l’intérieur de la caisse du véhicule pour plus de discrétion lors des déplacements. Il comprend également les moyens de visée (TV et IR + télémètre laser). Le tout pèse 0,8 à 1 tonne par lanceur. Un total de 16 missiles sont embarqués. L’équipage est limité à 2 hommes.
- TIGR UAV Mk1 : démonstrateur de version de transport et mise en œuvre de drones de reconnaissance aérienne co-développée avec la firme russe Vega en 2011-12. Son blindage balistique est de niveau 5 russe. Elle embarque un drone « Dragonfly » (15 km de portée) et un « Swallow » (40 km) ainsi que leurs équipements de contrôle et maintenance. Elle peut opérer jusqu’à −40 °C. Les applications sont le contre-terrorisme, la surveillance des frontières, des installations industrielles, des oléoducs et gazoducs, des feux de forêts, les opérations de sauvetage...

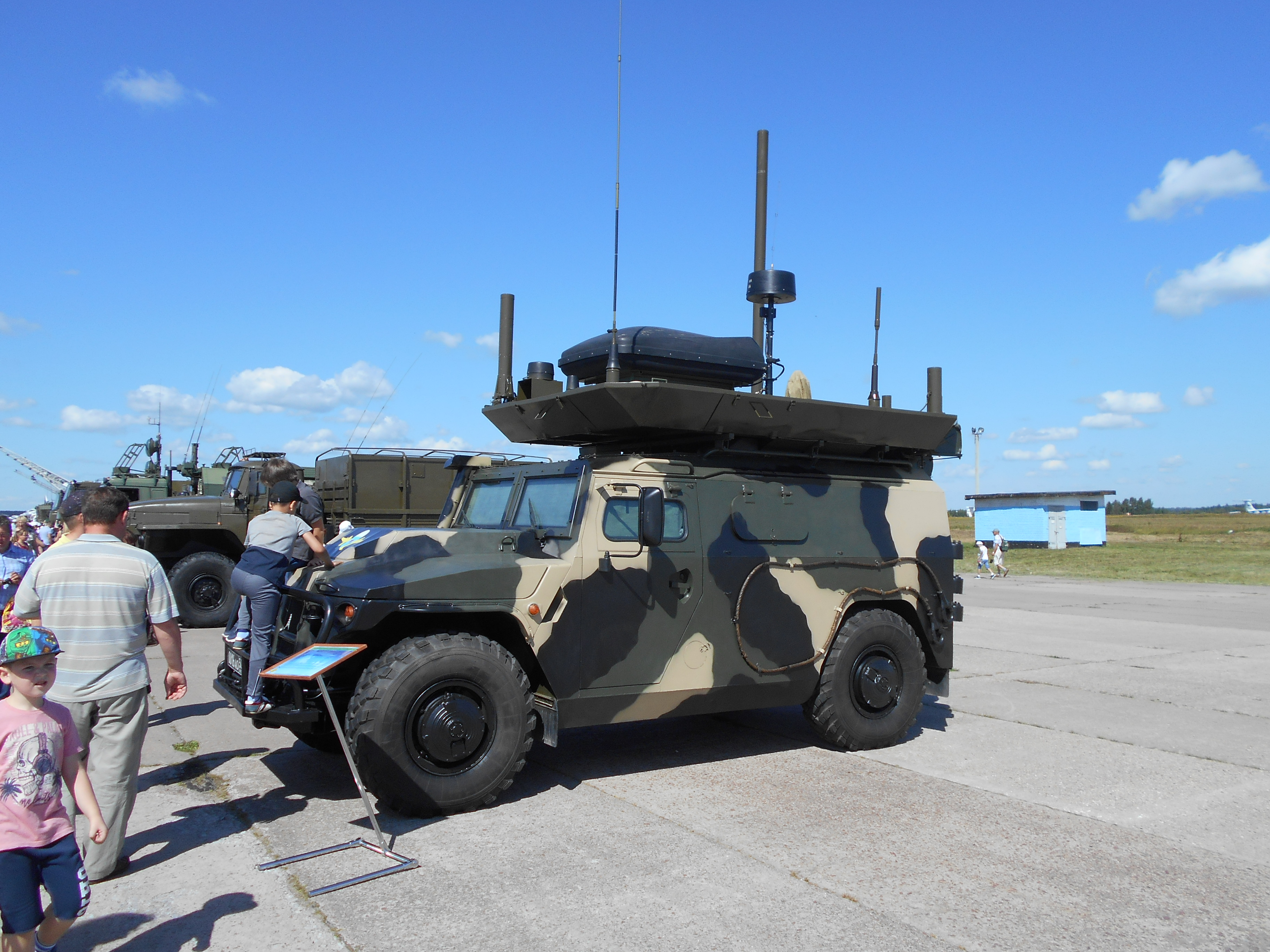
Un Leer-2 lors de l'opération Opensky 2018 sur la Base aérienne d'Ivanovo.

- TIGR-M MKTK REI PP : version de guerre électronique du TIGR-M dévoilée en avril 2012. Elle intègre une suite de brouillage « Leer 2 ». Une dizaine de ces véhicules ont été livrés en 2012 à l’armée russe selon le constructeur MIC.
- TIGR Scout (SBRM) : « véhicule de surveillance, combat et reconnaissance » lancé au salon Engineering Technologies 2012 par l’équipementier NPO Strela sur contrat du ministère russe de l’intérieur (signé en février 2010 pour 51 millions de roubles). Le SRBM est équipé de capteurs optique, thermique, radar, sismique, acoustique et électromagnétique pour pouvoir détecter des cibles terrestres, aériennes et navales jusqu’à 10 km. L’équipage de 4 hommes peut également mettre en œuvre un drone (1 heure d’autonomie). Un système d’information et de communications permet de recouper les informations et de les transmettre. L’autonomie du système complet est de 24 heures. La protection du véhicule est assurée par son blindage (N2 OTAN), un brouilleur d’IED et un tourelleau téléopéré de 12,7 mm.
- Autres versions : VPK a annoncé en avril 2012 qu’il envisage de développer de nouvelles versions du TIGR dont une spécifique pour les forces spéciales, une ambulance et un dépanneur.

## Le TIGR dans le monde
- Russie : 100 à 500 TIGR livrés entre 2007 et 2011. En production depuis 2007 « à faible cadence » pour les forces armées et de sécurité russes. Sur les 500 exemplaires qui auraient été commandés, 100 auraient été livrés à l’été 2010. Les premières unités équipées se situeraient dans la région militaire du Caucase du Nord. À la suite du choix de l'Iveco VTLM Lince en décembre 2011 et sa mise en production locale en 2012, l’armée a transféré tous ses TIGR aux forces de sécurité intérieure.
- Russie : 10+24 TIGR-M* livrés en 2012-13. La production d'un premier lot de 34 TIGR-M aurait débuté fin 2010 pour des essais. La région militaire sud a annoncé en 2012 la livraison de 10 TIGR-M à ses unités de renseignement. Les troupes aéroportées auraient dû recevoir 10 TIGR-M MKTK REI PP, version de guerre électronique, en 2013.
- Russie : 1 TIGR-6a* livré en 2011. Prototype commandé en 2011 pour essais, resté sans suite.
- Arménie : des TIGR ont défilé aux couleurs arméniennes lors d’une parade militaire le 21 septembre 2011.
- Chine : 110 TIGR livrés en 2008-10. Les premières informations faisant état de négociations avec la Chine pour le TIGR datent de 2007 avec une commande potentielle de 600 unités, à l’époque. Il semble que 10 TIGR (5 véhicules complets + 5 en kits à assembler localement) aient été achetés en juillet 2008 par le chinois Beijing Yanjing Motor + 100 fin 2008 (10 complets + 90 en kits). 3 TIGR désignés localement YJ2080 « Guardian » auraient été livrés à la police de Beijing pour sécuriser les Jeux Olympiques de 2008. D’autres TIGR auraient été livrés en 2009-10 aux unités de la police et de l’armée stationnées au Xinjiang à la suite des émeutes de juillet 2009. D’autres commandes étaient en cours de négociation en 2011. En 2016 la Beijing Yanjing Motor Company dévoile un TIGR produit sous licence nommé YJ2080 Sentinel, elle aurait reçu l'autorisation pour la produire en série[3].
- Guinée : 3 TIGR livrés à la Garde présidentielle en 2011.
- Kazakhstan : une commande de quelques unités a été confirmée en 2012, quantité exacte inconnue.
- République du Congo : un lot de TIGR a été commandé début décembre 2012 par la police, un second lot est en cours de négociation.
- Uruguay : 3 TIGR commandés par la Garde Nationale en avril 2011 pour 600.000 US$ et livrés en octobre 2011 avec un pare-buffle renforcé, une climatisation, des grillages pour les vitres et un système de surveillance vidéo sur 360°.

Le TIGR a aussi intéressé d'autres pays dont l’Inde (2 unités commandées pour essais en 2008 mais sans suite), le Brésil, l’Argentine (intérêt de la Gendarmerie en 2010 pour 10-15 véhicules), l’Équateur, l’Azerbaïdjan, le Tadjikistan (1 TIGR testé en 2012) et le Nicaragua (ministère de l’intérieur). Un pays d’Amérique latine non précisé s'était dit intéressé par 36 TIGR en version anti-char Kornet-E.
À noter que le Brésil a testé à plusieurs reprises le TIGR dans le cadre d’un programme d’acquisition de nouveaux véhicules pour sécuriser la coupe du monde de football de 2014 et les Jeux Olympiques organisés par le pays en 2016. Les forces spéciales de la Police de Rio de Janeiro ont notamment reçu en prêt entre septembre 2010 et mars 2011 un exemplaire du GAZ-233036 pour essai. Arzamas avait même envisagé de monter une usine de production locale à Santa Rosa dans l’État du Rio Grande do Sul pour un investissement initial de 50 M US$ pour une production d’environ 500 TIGR par an (marché brésilien + exportation dans les pays voisins) ! Selon la presse locale, le prix du véhicule serait de 300 000 à 580 000 US$. Les concurrents du TIGR sur ce marché étaient nombreux, en particulier le Sherpa Light APC de Renault Trucks Défense, le Maverick sud-africain de Paramount Group mais c'est l'Iveco VTLM Lince qui a été retenu et Iveco en a livré 1 464 unités.

## Utilisation

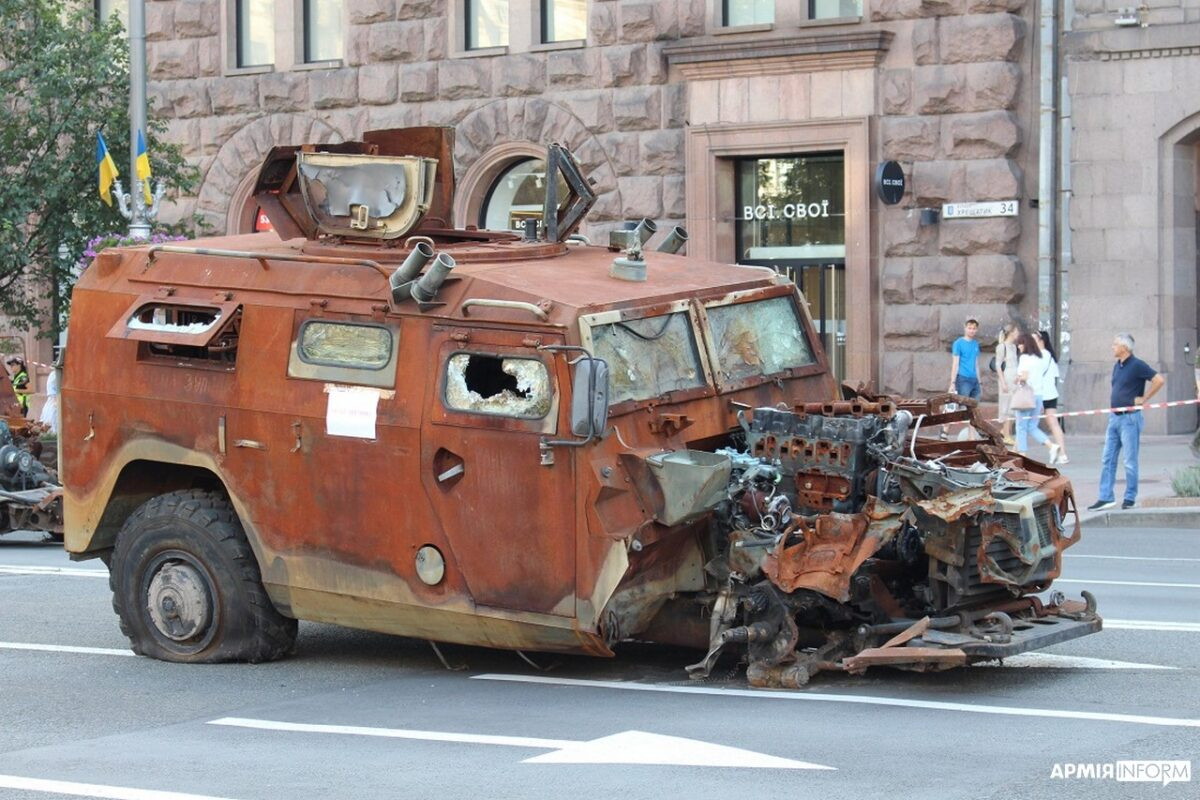
Tigr détruit en Ukraine.

Le GAZ Tigr a été utilisé pendant la guerre civile syrienne, plusieurs véhicules de ce type ont mené des patrouilles conjointes avec des véhicules de l’armée de terre turque, notamment les Kirpi vers Kobane. 
Les GAZ Tigr et GAZ Tigr-M ont été utilisés durant l'invasion de l'Ukraine par la Russie, lors de laquelle plusieurs exemplaires sont détruits ou saisis par l'armée ukrainienne.